# Polska Platforma Medyczna
Polska Platforma Medyczna (PPM) – system wdrożony przez siedem polskich uczelni medycznych: Uniwersytet Medyczny w Białymstoku, Gdański Uniwersytet Medyczny, Śląski Uniwersytet Medyczny w Katowicach, Uniwersytet Medyczny w Lublinie, Pomorski Uniwersytet Medyczny w Szczecinie, Warszawski Uniwersytet Medyczny i Uniwersytet Medyczny we Wrocławiu oraz Instytut Medycyny Pracy w Łodzi. Powstał jako rezultat projektu „Polska Platforma Medyczna: portal zarządzania wiedzą i potencjałem badawczym”, który był realizowany w latach 2017-2020 w ramach Programu Operacyjnego Polska Cyfrowa na lata 2014-2020.
Polska Platforma Medyczna prezentuje dorobek naukowy i potencjał badawczy naukowców i instytucji medycznych w zakresie medycyny, farmacji, stomatologii, zdrowia publicznego, bezpieczeństwa i higieny pracy, ergonomii i ochrony zdrowia. Zapewnia otwarty bezpłatny dostęp do pełnych tekstów publikacji, rozpraw doktorskich, danych badawczych i innych dokumentów udostępnionych w repozytorium. Zachowuje zgodność ze standardami WCAG.
Polska Platforma Medyczna wykorzystuje oprogramowanie OMEGA-PSIR, łączące funkcje systemów typu CRIS (Current Research Information System), RPS (Research Profiling System) oraz IR (Institutional Repositories).

## Struktura platformy
Platforma centralna agreguje dane z ośmiu platform instytucjonalnych.
- Polska Platforma Medyczna - platforma centralna
- Polska Platforma Medyczna Uniwersytetu Medycznego we Wrocławiu
- Polska Platforma Medyczna Uniwersytetu Medycznego w Białymstoku
- Polska Platforma Medyczna Gdańskiego Uniwersytetu Medycznego
- Polska Platforma Medyczna Śląskiego Uniwersytetu Medycznego w Katowicach
- Polska Platforma Medyczna Uniwersytetu Medycznego w Lublinie
- Polska Platforma Medyczna Pomorskiego Uniwersytetu Medycznego w Szczecinie
- Polska Platforma Medyczna Warszawskiego Uniwersytetu Medycznego
- Polska Platforma Medyczna Instytutu Medycyny Pracy w Łodzi

## Otwarta nauka
Otwarty dostęp (open access) do publikacji, rozpraw doktorskich, danych badawczych i innych dokumentów w projekcie „Polska Platforma Medyczna: portal zarządzania wiedzą i potencjałem badawczym” i w systemie PPM jest realizowany w oparciu o Politykę Otwartości Polskiej Platformy Medycznej. Tekst Polityki Otwartości Polskiej Platformy Medycznej jest zgodny z rekomendacjami Ministerstwa Nauki i Szkolnictwa Wyższego z 2015 r.
PPM zostało zarejestrowane w organizacji euroCRIS na liście DRIS (The Directory of Research Information Systems), w rejestrach repozytoriów OpenDOAR (Directory of Open Access Repositories) i ROAR (Registry of Open Access Repositories) oraz w rejestrze repozytoriów danych badawczych Re3data.org.

## Konferencje
W ramach projektu „Polska Platforma Medyczna: portal zarządzania wiedzą i potencjałem badawczym” zostały zorganizowane dwie konferencje on-line:
- „Polska Platforma Medyczna jako przestrzeń współpracy i promocji osiągnięć naukowych polskiej medycyny” 20 października 2020 r.
- „Otwarta medycyna w praktyce polskich instytucji naukowych / Open medicine in the practice of  Polish scientific institutions” 21-22 stycznia 2021 r.[12]